# Meteor (eksperyment)

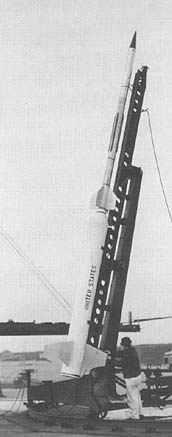
Rakieta Nike-Cajun w położeniu startowym

Meteor – seria eksperymentalnych lotów amerykańskich rakiet sondażowych typu Nike-Cajun. Wszystkie starty odbywały się z ośrodka Wallops Flight Facility, należącego do NASA.
Rakiety zawierały ładunki metalowych opiłków i drobin stanowiących „sztuczne meteory”. Uwolnione z rakiety spalały się w atmosferze, co było obserwowane przez naukowców metodami optycznymi i radarowymi.
Chronologia startów:
- 12 marca 1964, godz. 04:20 UTC – maksymalna wysokość 110 km

Meteor 2 (1964-U01/A05542) – drobiny żelaza, prędkość na początku spalania: 9 km/s; jasność widzialna: +1m
Meteor 3 (1964-U01/A05543) – drobiny niklu, prędkość na początku spalania: >8,5 km/s; jasność widzialna: +3,5m
- 7 listopada 1964, godz. 01:38 UTC – maksymalna wysokość 110 km

Meteor 3 (1964-U05/A05554) – drobiny żelaza, prędkość na początku spalania: 9,6 km/s; jasność widzialna: -0,5m
Meteor 4 (1964-U05/A05555) – pył żelazowy, prędkość na początku spalania: 11 km/s; jasność widzialna: -2,2m
- 4 maja 1965, godz. 05:54 UTC – maksymalna wysokość 110 km

Meteor 5 (1965-U03/A05556) – pył żelazowy, prędkość na początku spalania: 11 km/s; jasność widzialna: -1,2m
Meteor 6 (1965-U03/A05557) – drobiny niklu, prędkość na początku spalania: 10,2 km/s; jasność widzialna: +2,2m